# Óreithýia
Óreithýia (latinsky Orithyia) je v řecké mytologii dcera athénského krále Erechthea, stala se manželkou boha severního větru Borea.
Boreás, bůh větru, byl synem Astraia - boha hvězd a větrů a bohyně Éós, bohyně jitra a ranních červánků. Boreás se dlouho ucházel o královskou dceru Óreithýiy, ale její otec ho stále vyhýbavě odmítal. Nakonec Boreás se zmocnil Óreithýie násilím a unesl ji a usadil ji v zemi Kikonů.
Zdá se, že Boreova zuřivost a prchlivost později poněkud zmírnila, nebo možná si manželka na ně zvykla. Měli spolu dva syny jménem Kalaís a Zétés a dcery Chioné a Kleopatru.
Synové byli nerozlučná dvojčata, kterým v dospělosti narostla křídla. Vše podnikali a prožívali společně. Proslavili se v bájích tím, že zahnali dravé a žravé Harpyje z dosahu svého švagra Fínea, thráckého krále. Stalo se to během slavné výpravy Argonautů pro zlaté rouno do daleké Kolchidy.

## Odraz v umění
- zachovala se starověká váza s krásnou malbou Boreás a Óreithýia na amfoře z Vulci (asi z let 480 - 460 př. n. l.), dnes je umístěna v Britském muzeu v Londýně
- z novověku je nejznámější obraz Únos Óreithýie od Francesca Solimeny (dnes ve Vídeňské státní obrazárně)